# Flavien Brenier
 (février 2023).
- Si vous ne connaissez pas le sujet, laissez ce bandeau (vous pouvez alors contacter les auteurs).
- Si vous supprimez le contenu mis en cause (vous pouvez préalablement contacter les auteurs),

argumentez précisément cette suppression dans la page de discussion
(un manque de référence n'est pas un argument ; une recherche réelle de référence doit avoir été effectuée, être formellement documentée).
Pour les articles homonymes, voir Brenier.
Flavien Brenier, dit Brenier de Saint-Christo, né à Constantine (Algérie française) le 8 mars 1881 et mort à Châtenay-Malabry le 5 janvier 1937,, est un journaliste, polémiste et militant d'extrême droite français.
Évoluant du royalisme à l'anticommunisme, il a appartenu à la plupart des mouvements nationalistes, antisémites et antimaçonniques de la fin du XIXe siècle et du début du XXe siècle. Il est suspecté d'avoir été un agent infiltré au service des autorités.

## Biographie
Fils d'un colon, Flavien Brenier est né le 8 mars 1881 à Constantine,. Il est le neveu de Jean « Joannès » Brenier (v.1840-1905), directeur d'un journal royaliste normand, Le Courrier du Havre, où le jeune garçon fait ses débuts dans le journalisme. D'une taille et d'une corpulence imposantes dès l'adolescence, Flavien souffre d'une forte claudication causée par un accident.

### Militant extrémiste ou agent provocateur?
Journaliste au Courrier du Havre et rédacteur en chef du Tocsin normand, Flavien fréquente déjà les milieux d'extrême droite locaux locaux à l'âge de seize ans. Tout d'abord membre de la Jeunesse royaliste de Seine-Inférieure, il en démissionne pour fonder, le 2 mai 1898, la Fédération nationaliste normande, une ligue nationaliste, antidreyfusarde, antimaçonnique et antisémite. Présidée par Brenier, cette formation extrémiste est proche de la Jeunesse antisémitique de Dubuc.
Au début de l'année 1899, Brenier semble également appartenir à une mystérieuse société secrète, les « Frères de la Mort ». Il adresse alors à l'un de ses camarades, Édouard Brunet, des lettres où il est question d'une conspiration visant à prendre le contrôle de la préfecture et de la mairie de Caen. À la suite de perquisitions, Brunet et deux autres jeunes nationalistes sont arrêtés en août lors du grand coup de filet décidé par le gouvernement Waldeck-Rousseau à l'encontre des meneurs antidreyfusards qu'il accuse de comploter contre la République. Lors du procès devant la Haute Cour (novembre 1899-janvier 1900), Brenier est seulement appelé à témoigner, alors que ses trois camarades sont au banc des accusés avant d'être finalement acquittés. C'est donc à partir de ce moment que Brenier est suspecté d'être un agent provocateur ou un indicateur de police infiltré dans les milieux extrémistes par les services de la Sûreté générale. En 1932, à l'occasion de la polémique qui l'oppose à l'Action française, Brenier affirme que les « Frères de la Mort » n'étaient que le surnom que Brunet donnait aux membres de la Fédération nationaliste normande et que ce-dernier était en fait un agent provocateur.
Les 5 et 6 mai 1901, Flavien Brenier participe au Congrès antijuif de Paris, où Dubuc lance son Parti national antijuif, dont le comité directeur accueille Brenier. La même année, il représente la Fédération nationaliste normande au banquet organisé à Saint-Sébastien (Espagne), lieu d'exil de Paul Déroulède, président de la Ligue des patriotes. L'année suivante, il se rapproche de La Libre Parole d’Édouard Drumont. Ce dernier l'intègre en 1903 au comité exécutif de sa Fédération nationale antijuive, où le jeune homme côtoie notamment Léon Daudet. Il finit cependant par être écarté de la rédaction de La Libre Parole par Albert Monniot, qui se méfie de lui. Il devient ensuite l'archiviste du Comité havrais d'études historiques et sociales, fondé en 1905, qui n'est autre qu'une section de la Ligue d'Action française. Mais la méfiance des dirigeants de la ligue entraîne à nouveau la mise à l'écart de Brenier, dont la Fédération nationaliste normande est dissoute à la fin de l'année 1906.

### Secrétaire général de la Ligue française antimaçonnique
En 1907, alors qu'il travaille pour la Gazette de France de Janicot, Brenier est recruté comme secrétaire général par Paul Copin-Albancelli, qui codirige, avec le commandant Louis Cuignet, la Ligue française antimaçonnique, dont l'organe est l'hebdomadaire La Bastille. En 1910, Brenier contribue à semer la discorde dans le mouvement antimaçonnique, en attisant la rivalité de sa ligue avec l'Association antimaçonnique de France de l'abbé Tourmentin et, surtout, en œuvrant à l'éviction de Copin-Albancelli, ce qui provoque une scission. Trois ans plus tard, ses attaques contre Charles Nicoullaud et Jean Bidegain font échouer un projet de fédération antimaçonnique imaginé par Mgr Jouin, directeur de la Revue internationale des sociétés secrètes.
Brenier collabore avec les monarchistes ibériques. Entre 1911 et 1912, il met ainsi la Ligue française antimaçonnique en contact avec des émigrés monarchistes portugais qui préparent une tentative de restauration, mais la réticence de Cuignet vient mettre un terme à ce projet. En 1916, Brenier transmet aux autorités espagnoles des renseignements qui permettent plusieurs arrestations d'opposants au régime monarchique.
À la fin de la Première Guerre mondiale, il propose la création d'une « Garde blanche » française destinée à lutter contre les partisans du communisme, mais ce nouveau projet restera lettre morte.
Au début des années 1920, Brenier devient le gérant d'une société vendant du vin en Belgique, pays d'origine de son épouse. Cependant l'échec de cette entreprise le ramène à Paris.
C'est à cette époque que Brenier aurait, selon ses détracteurs, collaboré à une nouvelle publication antimaçonnique, Les Cahiers de l'Ordre de l'abbé Duperron. Il conteste cependant ce dernier point et affirme au contraire avoir alerté le maréchal Foch (par l'intermédiaire du général Desticker) sur le financement de cette feuille par les nazis.

### Salluste et Gâtebois
À la fin des années 1920, Brenier est l'un des administrateurs avec le duc Joseph Pozzo di Borgo, son président, de l'Institut antimarxiste de Paris, dont il se dira encore secrétaire général en 1932. En 1927, il y prononce plusieurs conférences dans lesquelles il développe la thèse d'un complot judéo-bolchévique. Relayée, sous le pseudonyme de Salluste, sous la forme d'articles parus dans la Revue de Paris puis dans un ouvrage publié en 1930, cette thèse prétend que Karl Marx aurait été aidé par une société secrète juive par l'intermédiaire d'Henri Heine. En 1929, il apporte l'adhésion de l'institut au bureau politique international, organisme de l'Internationale contre-révolutionnaire qui fédère des anticommunistes de différents pays.
Malgré cette active propagande anticommuniste, Brenier est persona non grata aux Jeunesses patriotes, dont les cadres ont été mis en garde par Copin-Albancelli dès 1929.
Embauché par François Coty, propriétaire du Figaro et de L'Ami du Peuple, Brenier écrit dans ces deux journaux des articles virulents qu'il signe du pseudonyme d'Eugène Gâtebois. Coty et ses journaux appuient alors l'Institut antimarxiste.
En septembre 1932, quelques semaines après la mort de Mgr Jouin, il publie un papier critiquant celui-ci, et s'attire ainsi les foudres de l'Action française,. Il s'ensuit une polémique de presse : les zones d'ombre de son passé sont dévoilées par Léon Daudet et plus encore Maurice Pujo - pour qui Brenier est « une bourrique » -, qui l'accusent d'être un policier depuis 1899, tandis que Brenier défend son honneur,,,,,,,,,,,. Chacun cherche à déconsidérer l'autre; Brenier, qui se déclare royaliste et catholique, et ancien membre de l'AF (1905 à 1907), publie ainsi une série d'articles intitulés « la vérité sur l'Action française », mettant en cause les méthodes habituelles de la ligue et du quotidien royaliste, les attaches de Pujo avec la préfecture de police, les liens de l'AF avec la Sapinière,,,,,,,. Cette polémique se double d'une autre entre les dirigeants de l'AF et Coty, que Brenier défend contre Charles Maurras: il annonce que Coty a financé l'AF avant 1928, souligne la vantardise et la faible combativité de son leader contre le communisme, évoque sa « déliquescence mentale », et écrit: « Le chantage au patriotisme ne réussissant plus, le chantage à la calomnie et à la violence commençait »,,,,,. Et puis, de manière surprenante puisqu'il annonçait la veille vouloir répondre à une lettre de Maurras, Brenier quitte la rédaction du Figaro le 12 octobre 1932. Il semble être mort peu de temps après.

## Œuvres
- Billets d'un inconnu, 1906.
- Don Sanche, 1907.
- L’Écolier d'Alcala, 1908.
- Les Juifs et la Réforme, 1910.
- La Franc-maçonnerie et la révolution de Portugal, 1911.
- Les Juifs et le Talmud, Paris, 1913.
- L'Allemagne occulte : le vieux Dieu allemand (préface de Maurice Barrès), Paris, 1915.
- (Sous le pseudonyme de Salluste) Les Origines secrètes du bolchévisme, Paris, Tallandier, 1930.